# NGC 2256
NGC 2256 (również PGC 19602 lub UGC 3519) – galaktyka eliptyczna (E/SB0), znajdująca się w gwiazdozbiorze Żyrafy. Odkrył ją Ernst Wilhelm Leberecht Tempel 1 sierpnia 1883 roku.